# Goerodes vittatus
Goerodes vittatus är en nattsländeart som beskrevs av G. Marlier 1953. Goerodes vittatus ingår i släktet Goerodes och familjen kantrörsnattsländor. Inga underarter finns listade i Catalogue of Life.